# Герб гмины Изабелин
Герб гмины Изабелин (пол. Herb Gminy Izabelin) — официальный символ гмины Изабелин, расположенной в Мазовецком воеводстве Польши.

## Описание
В красном поле над золотыми лосиными рогами серебряная голова орла с золотым клювом.
Оригинальный текст (пол.)W polu czerwonym ponad złotymi rosochami łosia srebrną głowę orła ze złotym dziobem.— Urząd Gminy Izabelin — Gmina Izabelin
Голова орла на гербе повёрнута вправо. Лосиные рога на гербе символизируют Кампиносскую пущу, населённую лосями, находящуюся на территории гмины.
Проект герба был положительно оценен Геральдической комиссией (резолюция № 32-904/O/2005 от 18 марта 2005 года) и 27 апреля 2005 года герб был утверждён и принят к использованию Советом гмины Изабелин.
Согласно § 5 Устава гмины, право использовать герб имеют исключительно органы власти, вспомогательные и организационные подразделения гмины.